# بخش آکوپامپا
منطقه اکوپامپا (به اسپانیایی: Acopampa District) یک سکونتگاه مسکونی در پرو است که در ناحیه انکاش واقع شده‌است.

## خصوصیات
منطقه اکوپامپا ۱۴٫۱۷ کیلومترمربع مساحت و ۲٬۳۳۸ نفر جمعیت دارد و ۲٬۷۲۵ متر بالاتر از سطح دریا واقع شده‌است.